# Portugalský vodní pes
Portugalský vodní pes (portugalsky Cão de Água Português) je plemeno společenského a pracovního psa. Je považován za dobrého psa pro ty, kdo mají alergii na psí srst. Není ale zcela antialergenní.
Dva jedince tohoto plemene, psa Bo a fenu Sunny, vlastnil i bývalý prezident Spojených států amerických Barack Obama.

## Historie
Toto plemeno podle všeho vzniklo v středověku v Portugalsku, avšak nejvíce rozšířený byl na Pyrenejském poloostrově, kde pomáhal rybářům tím, že pomáhal vytahovat sítě nebo sám ryby lovil. Využíval se i k lovu kachen a zajíců, proto má rozvinutý i lovecký instinkt, oproti jiným vodním psům. Dnes je toto plemeno nejpočetnější v Alžíru, kde se styl rybolovu stále nezměnil od dob středověku a psi jsou zde uplatňováni ve vodě.

## Vzhled
Středně velký pes, s až 15 cm srstí, jemné konstrukce a s lehkou kostrou, uzpůsobený pro plavání a běhy. Hlavu má silnou a širokou, vyváženou. Mozkovna je o trochu delší než čichová partie. Stop výrazný. Uši jsou zavěšené nad linií očí, nesené svěšené podél hlavy, tvarem připomínají srdce. Krk je rovný, krátký a velmi dobře osvalený. Hřbet je zase rovný, krátký a široký, také dobře osvalený. Ocas dlouhý, v akci nesen nad linií hřbetu, u kořene je silný ale postupně se zužuje. Nohy jsou dlouhé a silně osvalené. Váží kolem 20 kg a výška je od 43 až do 57 cm.

## Povaha
Portugalský vodní pes je velmi inteligentní, bystrý a zároveň přátelský a hravý. Také je temperamentní, pracovitý a hrdý. Stejně jako ostatní vodní plemena mívá silně pozitivní vztah k vodě. S ostatními zvířaty a dětmi vychází dobře, stejně dobře si rozumí i s jinými psy. Je to aktivní pes a dokáže se dobře přizpůsobit svým chovatelům. Svoji rodinu miluje, nicméně není příliš dobrý a ochranářský hlídač.

## Péče
Jeho 15 cm dlouhá srst potřebuje každodenní kartáčování a česání. Důležité také je, vytrhávat hustou srst ze zvukovodu (z ucha) a často je kontrolovat, protože právě se zvukovodem má hodně jedinců tohoto plemene problém. Srst se nechává i střihat, nejčastější je takzvaný lví střih, který je velmi podobný tomu, který se dělá pudlům. Lidé, kteří chovají portugalského vodního psa pouze jako domácího společníka ale často nevolí žádný konkrétní střih.
Pohyb nevyžaduje, přizpůsobí se, ale občas potřebuje hrát si nebo aspoň trochu pohybu na čerstvém vzduchu, nejlépe ale ve vodě. Je to dobrý sportovec, proto se hodí např. na agility. Drápky se nemusí nutně zastřihávat.

## Zdraví
Průměrná délka života činí u tohoto plemene 12 až 15 let.
Toto plemeno není náchylné k nemocem, mohou se však u něj objevit problémy s pohybovým aparátem, zejména dysplazie kyčelního kloubu. Nebezpečná je rovněž progresivní retinální atrofie (PRA), což je oční vada, která postihuje tyčinky a čípky v oku. Následné degenerativní změny obvykle končí slepotou.